# Toussaint Demont
Toussaint Demont (Brussel, 1 april 1865) was een Belgisch fluitist, die solo-fluitist was bij het Concertgebouworkest.
Hij was zoon van lithograaf Nicoals Demont en Catherine Desmedt. Hijzelf was getrouwd met Jeanne Cathérine Demol (De Mol).
Hij verkreeg zijn opleiding aan het Brussels conservatorium waar zijn docent M.J. Dumont was. Hij verkreeg in 1886 aan het eind van zijn studie een eerste prijs. Al tijdens zijn studie maakte hij deel uit van het orkest van de Koninklijke Muntschouwburg in Brussel; hij zou er acht jaar spelen, om dat orkest in 1891 te verlaten voor het Concertgebouworkest in Amsterdam. Hij nam de plaats over van Johan Francis Arnold Theodor Dahmen. Tussen 1891 en 1901 zou hij 27 keer bij het Concertgebouworkest soleren, meest onder leiding van Willem Kes en Willem Mengelberg. Zijn lievelingswerk was daarbij het Concert voor fluit en harp in C majeur (KV299) van Wolfgang Amadeus Mozart. Hij was tussen 1898 en 1904 docent fluit aan het Haags conservatorium.Gedurende die periode trad hij als solist op in Nederland, België en Frankrijk. 
In 1899 vertrok hij weer naar Brussel, alhoewel hij dus nog les bleef geven in Den Haag. A. Best en Robert van den Kerkhoven werden zijn opvolger bij het Concertgebouworkest.
Leerling John Amans (solo-fluitist bij het Residentieorkest) droeg zijn Caprice für Flöte mit Quintett-Begleitung uit 1908 aan hem op.
In 1913 vroeg De Telegraaf nog om zijn mening inzake het Concertgebouworkest dat toen 25 jaar bestond.  Daarna ontbreekt elke spoor.
Zijn geluid is bewaard gebleven via obscure plaatopnamen van Chant d’alouette en L’echo des bois (10-inch plaatjes) van respectievelijk Flute en Piccolo Records.